# Базис Грёбнера
Ба́зис Грёбнера — множество, которое порождает идеал заданного кольца многочленов, обладающее специальными свойствами.

## Определение
Пусть для поля {\displaystyle F} и коммутирующих переменных {\displaystyle (x_{1},\ldots ,x_{n})} заданы:
некоторый идеал {\displaystyle I} кольца многочленов {\displaystyle F[x_{1},\ldots ,x_{n}]} от переменных {\displaystyle (x_{1},\ldots ,x_{n})}
и некоторый полный порядок «{\displaystyle \prec }» на мономах {\displaystyle x^{a}=x_{1}^{a_{1}}\cdot \ldots \cdot x_{n}^{a_{n}}}, где {\displaystyle a=(a_{1},\ldots ,a_{n})\geqslant 0}, то есть {\displaystyle a_{j}\geqslant 0} для {\displaystyle j=1,\ldots ,n}.
При этом порядок {\displaystyle \prec } обязан дополнительно удовлетворять двум условиям:
1. мультипликативность: {\displaystyle x^{a}\prec x^{b}} влечёт {\displaystyle x^{a+c}\prec x^{b+c}}  для {\displaystyle c\geqslant 0};
2. минимальность единицы: {\displaystyle 1\prec x^{a}} для {\displaystyle a>0}, то есть {\displaystyle \exists j:a_{j}>0}.

Член {\displaystyle l_{\prec }(p)=\varphi _{l}\cdot x^{l}} называется старшим членом (относительно упорядочения {\displaystyle \prec }) многочлена {\displaystyle p=\sum _{a\in A(p)}\varphi _{a}\cdot x^{a}\in F[x_{1},\ldots ,x_{n}]}, если {\displaystyle x^{a}\prec x^{l}} для всех {\displaystyle a\in A(p)\setminus \{l\}}.
Базисом Грёбнера идеала {\displaystyle I} кольца {\displaystyle F[x_{1},\ldots ,x_{n}]} называется конечное множество {\displaystyle G=\{g_{1},\ldots ,g_{m}\}} многочленов из {\displaystyle F[x_{1},\ldots ,x_{n}]}, порождающее идеал {\displaystyle I} и обладающее свойством: для любого многочлена {\displaystyle p\in I} найдётся многочлен {\displaystyle g\in G} такой, что {\displaystyle l_{\prec }(p)} делится на {\displaystyle l_{\prec }(g)}.

## Виды базисов Грёбнера

### Минимальный базис Грёбнера
Минимальным базисом Грёбнера полиномиального идеала I называется его базис Грёбнера G, такой, что:
1. Коэффициент при старшем мономе каждого {\displaystyle p\in G} равен единице.
2. Старший моном каждого {\displaystyle p\in G} не делится ни на один старший моном других элементов базиса.

### Редуцированный базис Грёбнера
Редуцированным базисом Грёбнера полиномиального идеала I называется его базис Грёбнера G, такой, что:
1. Коэффициент при старшем мономе каждого {\displaystyle p\in G} равен единице.
2. Никакой из мономов никакого {\displaystyle p\in G} не делится ни на один старший моном других элементов базиса.

Для редуцированного базиса Грёбнера идеала верно следующее утверждение:
Пусть I — полиномиальный идеал, и задано некоторое мономиальное упорядочение. Тогда существует единственный редуцированный базис Грёбнера идеала I.

## Алгоритмы построения
Самым первым алгоритмом построения редуцированного базиса Грёбнера идеала считается алгоритм Бухбергера.
Идея алгоритма та же, что в алгоритме Кнута — Бендикса.
Интересно, что известный метод Гаусса решения систем линейных уравнений является частным случаем алгоритма Бухбергера.
Кроме того, французским математиком Жаном-Шарлем Фожером были предложены алгоритмы F4 и F5 нахождения базиса Грёбнера.

## Применения
Базис Грёбнера является важнейшим понятием компьютерной алгебры, алгебраической геометрии и вычислительной коммутативной алгебры.

## История
Австрийский математик Вольфганг Грёбнер разработал теорию стандартных базисов для свободного коммутативного случая в начале 1930-х годов, а опубликовал её в статье 1950 года, где он написал:
Я начал использовать этот метод 17 лет назад для различных примеров, в том числе и очень сложных.
Оригинальный текст (нем.)Ich habe diese Methode seit etwa 17 Jahren in den verschiedensten, auch kompliziersten Fällen verwendet.
В 1964 году аналогичная концепция для локальных колец была разработана Хэйсукэ Хиронакой, получившим Филдсовскую премию в 1970 году. Он назвал введённые системы полиномов стандартным базисом.
Понятие базиса Грёбнера было введено в 1965 году австрийским математиком Бруно Бухбергером, бывшим студентом Грёбнера. Бухбергер предложил конструктивную процедуру построения базиса Грёбнера в виде эффективного компьютерного алгоритма, впоследствии получившего название алгоритма Бухбергера.
Существование стандартного базиса идеала опирается на «лемму о композиции», которая впервые была доказана для самого сложного из известных случаев (свободных алгебр Ли) А. И. Ширшовым. При этом правильность аналогичного утверждения для свободного ассоциативного и коммутативного случая считалась очевидной и не привлекала особого внимания вплоть до более поздних работ Л. А. Бокутя по теории вложений ассоциативных колец в тела и кольца с заданными свойствами. В 1972 году Л. А. Бокуть опубликовал «лемму Ширшова о композиции» для свободного ассоциативного случая в записках курса по ассоциативным алгебрам Новосибирского университета. Отсюда и из устного общения она стала известна американскому алгебраисту Дж. Бергману, который опубликовал её в 1979 году под названием «Diamond Lemma» («алмазная лемма»). Строгое доказательство в работе отсутствовало, а была обозначена только мнемоническая схема «слияния», необходимая для понимания идеи Ширшова о композиции. После публикации Бергмана «алмазная лемма» стала популярна среди алгебраистов и геометров, она также привлекла внимание к «базису Грёбнера» Бухбергера. В середине 1980-х годов стандартный базис для супералгебр и цветных алгебр Ли был построен московским алгебраистом А. А. Михалёвым.